# Dogpile (пошукова система)
 Dogpile — це метапошукова система для пошуку інформації у всесвітній павутині, яка отримує результати від Google, Yahoo!, Яндекс, Bing, та інших популярних пошукових систем, в тому числі від постачальників аудіо та відео контенту, таких як Yahoo! .

## Історія
Dogpile почав функціонувати в листопаді 1996 року. Сайт був створений та розроблений Аароном Фліном, який був розчарований різними результатами існуючих індексів і мав намір зробити Dogpile запит на кілька індексів для найкращих результатів пошуку. Він спочатку забезпечував пошук в Інтернеті від Yahoo! (каталог), Lycos (вкл. Каталог A2Z), Excite (вкл. Каталог ексклюзивних посібників), WebCrawler, Infoseek, AltaVista, HotBot, WhatUseek (каталог) та World Wide Web Worm . Це, природно, проводило порівняння з MetaCrawler, багатопотоковою пошуковою системою, яка існувала раніше, але Dogpile була більш досконалою, і вона також могла шукати Usenet (з джерел, включаючи DejaNews) і FTP (через Filez та інші індекси).
У серпні 1999 року Dogpile був придбаний Go2net який вже керував MetaCrawler . Тоді Go2net був придбаний InfoSpace у липні 2000 року за 4 мільярди доларів. Dogpile вперше отримав новий інтерфейс в грудні 2000 року.
Пошукова система Dogpile отримала нагороду JD Power and Associates за найкращу резидентську Інтернет-пошукову службу у 2006 році і у 2007 році.
У серпні 2008 року Догпіл і Петфіндер домовилися про пошукове партнерство.
У листопаді 2008 року Dogpile запустила свою програму «Пошук та порятунок», яка дарує гроші благодійним організаціям, пов'язаним із тваринами. Програма також допомагає людям, які не байдужі і потребують допомоги в благородній місії захисту тварин. На початок грудня 2008 року люди, що використовували пошукову систему Dogpile, зібрали 100 000 доларів на програму пошуку та порятунку Dogpile.
У липні 2016 року Blucora оголосила про продаж свого InfoSpace бізнесу OpenMail за 45 мільйонів доларів готівкою, передавши Dogpile у власність OpenMail. Пізніше OpenMail було перейменовано в System1.

## Дослідження
У квітні 2005 р. Dogpile (тоді її власником та керуванням займалася компанія InfoSpace, Inc.) співпрацював з дослідниками Пітсбурзького університету та Державного університету Пенсільванії, щоб виміряти перекриття та класифікацію різниць провідних вебпошукових систем, щоб оцінити переваги використання двигуна метадослідження, пошуку в Інтернеті. Результати виявили, що з 10 316 випадкових запитів, визначених користувачем від Google, Yahoo !, і Запитуйте Джевз, лише 3,2 відсотка результатів пошуку на першій сторінці були однаковими для цих пошукових систем для даного запиту. Інше дослідження, пізніше, але того ж року, використовуючи 12,570 випадкових запитів, визначених користувачем від Google, Yahoo !, MSN Search та Ask Jeeves, встановило, що лише 1,1 відсотка результатів пошуку на першій сторінці були однаковими для цих пошукових систем для даного запиту.
Ці дослідження показали, що кожна пошукова система дає результати які значно різняться один від одного. Хоча користувачі пошукової системи можуть не розпізнавати проблему, було показано, що вони використовують ~ 3 пошукові системи на місяць. Догпайл зрозумів, що шукачі не обов'язково знаходять результати, які шукали в одній пошуковій системі, і тому вирішив переглянути свій існуючий механізм метадослідження, щоб забезпечити найкращі результати.

## Особливості
Характеристики Dogpile:
- Посилання на категорії: Посилання, щоб допомогти користувачам зосередити свій пошук на конкретних категоріях, таких як Новини, Аудіо тощо.
- Жовті сторінки: Дозволяє користувачам здійснювати пошук, використовуючи Жовті сторінки.
- Білі сторінки: Дозволяє користувачам здійснювати пошук за допомогою Білих сторінок. (Більше не доступно станом на 23 лютого 2017 року)[21][22]
- Вікно вебпошуку: область, де користувачі вводять пошуковий термін. Введіть ключові слова та натисніть кнопку Пошук, щоб отримати результати.
- Кнопка пошуку: кнопка для пошуку результатів.
- Налаштування: посилання на сторінку, на якій користувачі можуть встановлювати різноманітні налаштування пошуку.
- Виправлення орфографії: пропонує запропоновані написання слів для слів, які можуть бути неправильно написані, і автоматично виправляє ключові слова, які неправильно написані.
- Фільтр пошуку: блокує потенційно явний вміст для мультимедійних пошуків у Помірному налаштуванні та для всіх пошукових запитів, коли вони знаходяться у важкому режимі.
- Рядок статистики: Показує, скільки результатів було повернуто за пошуковим терміном.
- Про результати: Дізнайтеся про політику Dogpile щодо спонсорованих та не спонсорованих результатів пошуку.
- IntelliFind: рекомендує додатковий вміст, заснований на оригінальному пошуковому терміні.
- Ви шукаєте?
- Останні пошукові запити: відстежує 15 останніх пошукових запитів. Список скидається, коли браузер закритий.
- Улюблені збори: Показує останні популярні пошуки інших користувачів